# Lago Lopau
El Lago Lopau es un lago artificial al este de la población de Amelinghausen en el Brezal de Luneburgo en la región de Baja Sajonia el norte de Alemania. El lago, que tiene un área de aproximadamente 12 hectáreas, se ha creado embalsando el Río Lopau con una presa. La presa se encuentra paralela a la carretera que bordea la carretera federal B209 que atraviesa el lago.
El lago Lopau se utiliza exclusivamente como reserva natural y para ocio. La calidad del agua está clasificada como buena y se permite la pesca y la natación. Para esto último hay una playa de baño y un pontón en el lago. Los visitantes pueden circunnavegar el lago en un sendero de aproximadamente 2.2 km de largo y una ruta ciclista. Hay un restaurante en la orilla del lago, así como una instalación de alquiler de pedalo. Durante algún tiempo, también ha habido un puente de cuerdas junto al lago. En el "Lopaupark" junto al lago hay un parque infantil. Cada año, durante el tradicional Festival El Brezal en Flor ( Heideblütenfest ), el lago es el escenario de la gran ceremonia de inauguración con fuegos artificiales.

## Galería de Imágenes

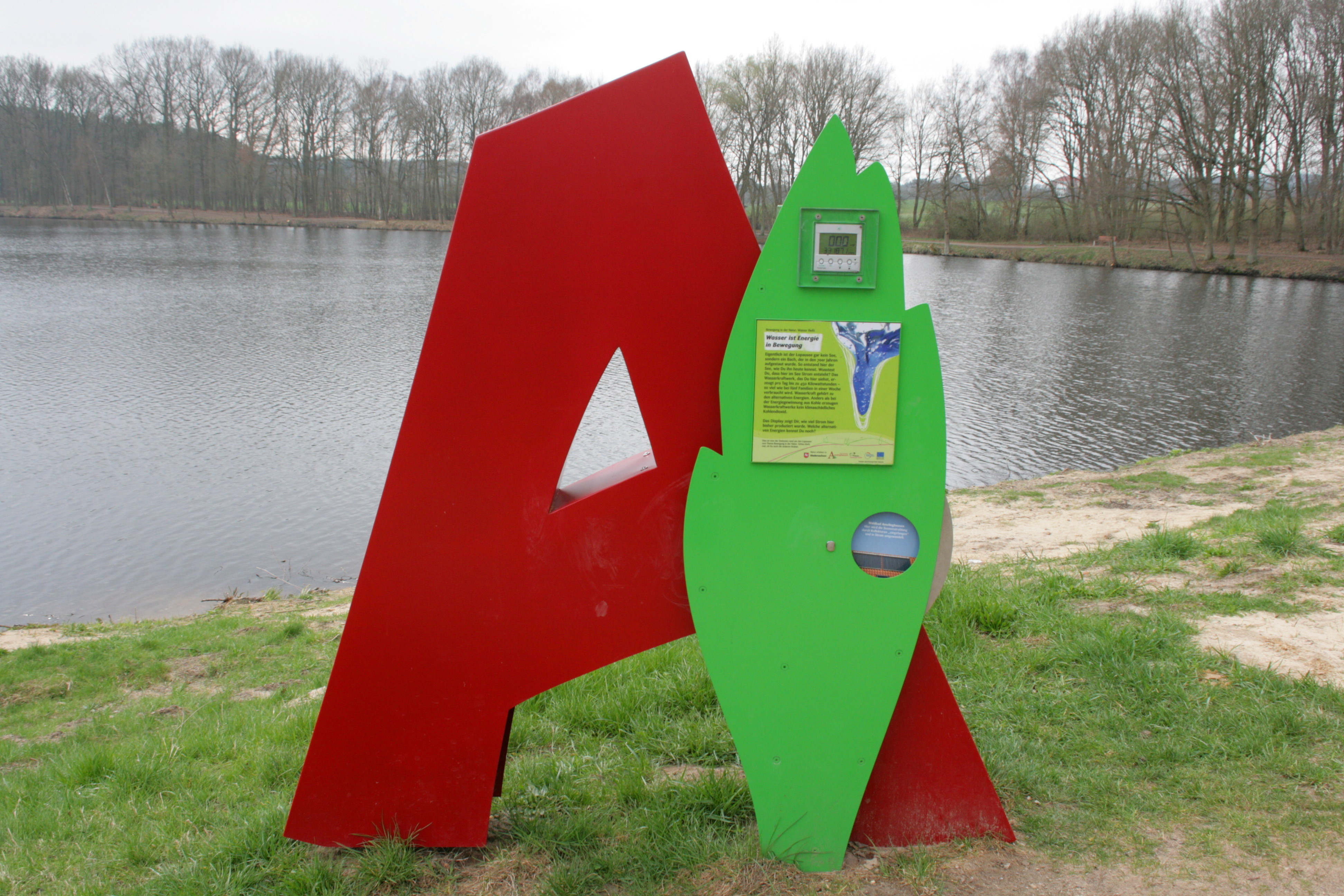
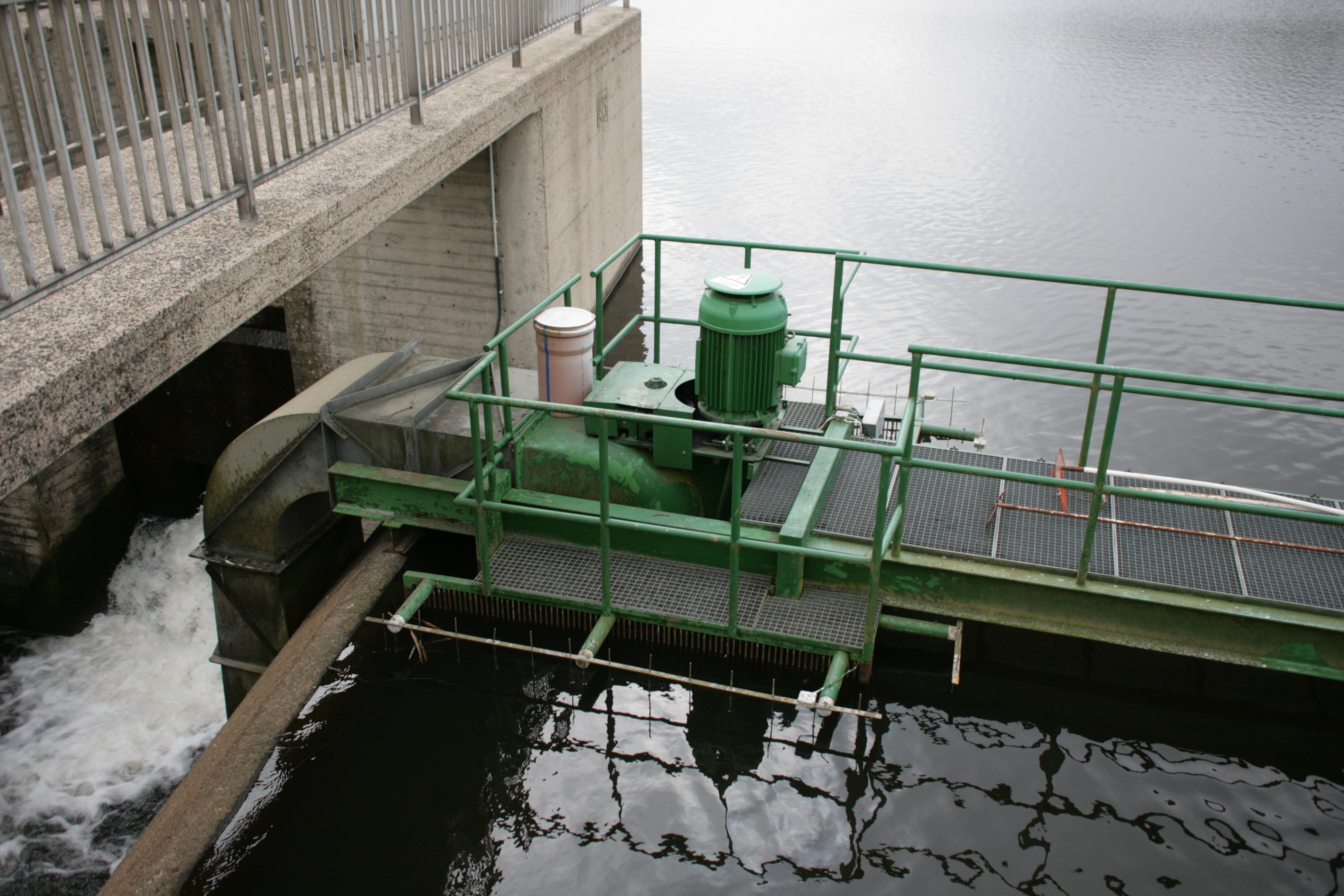
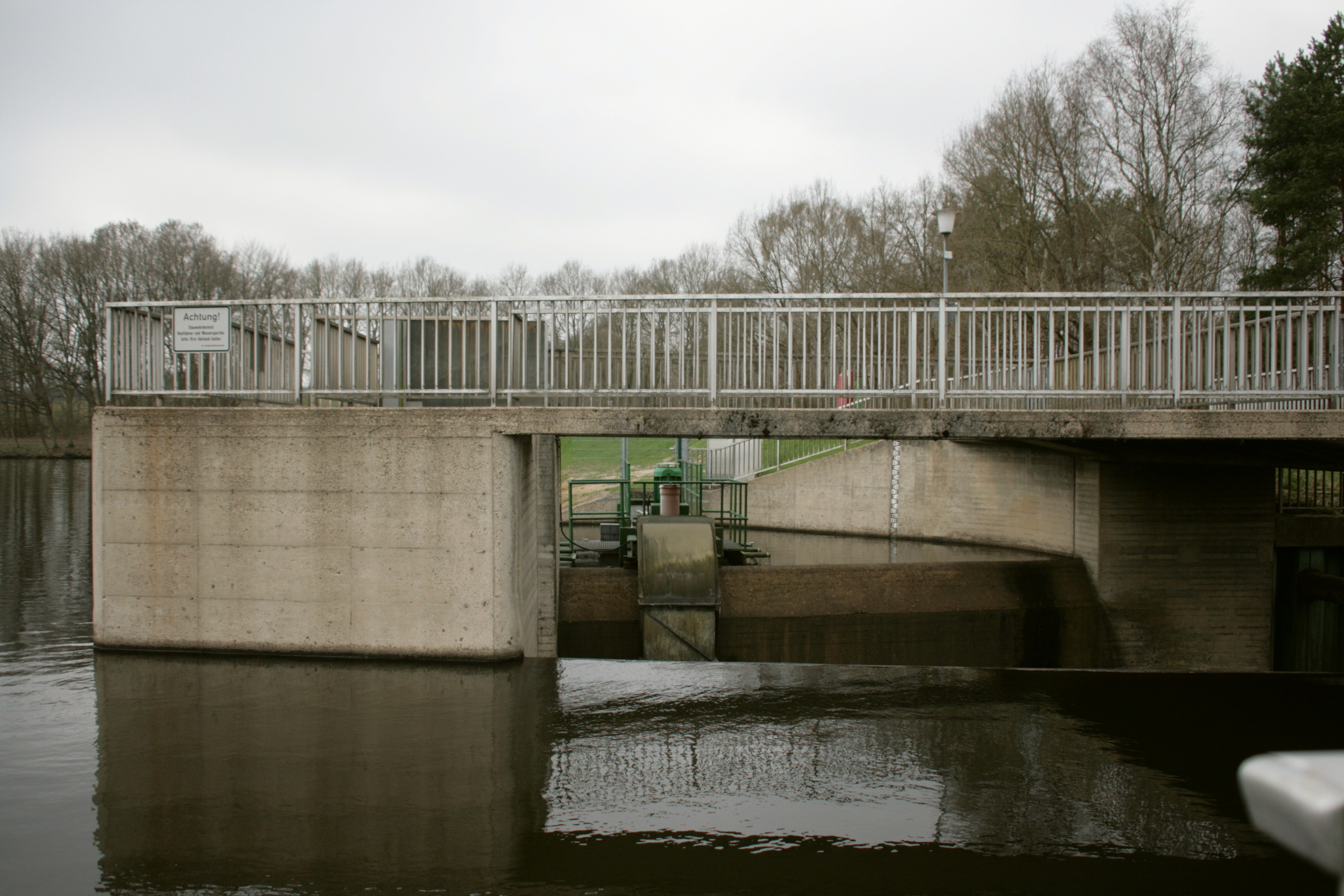
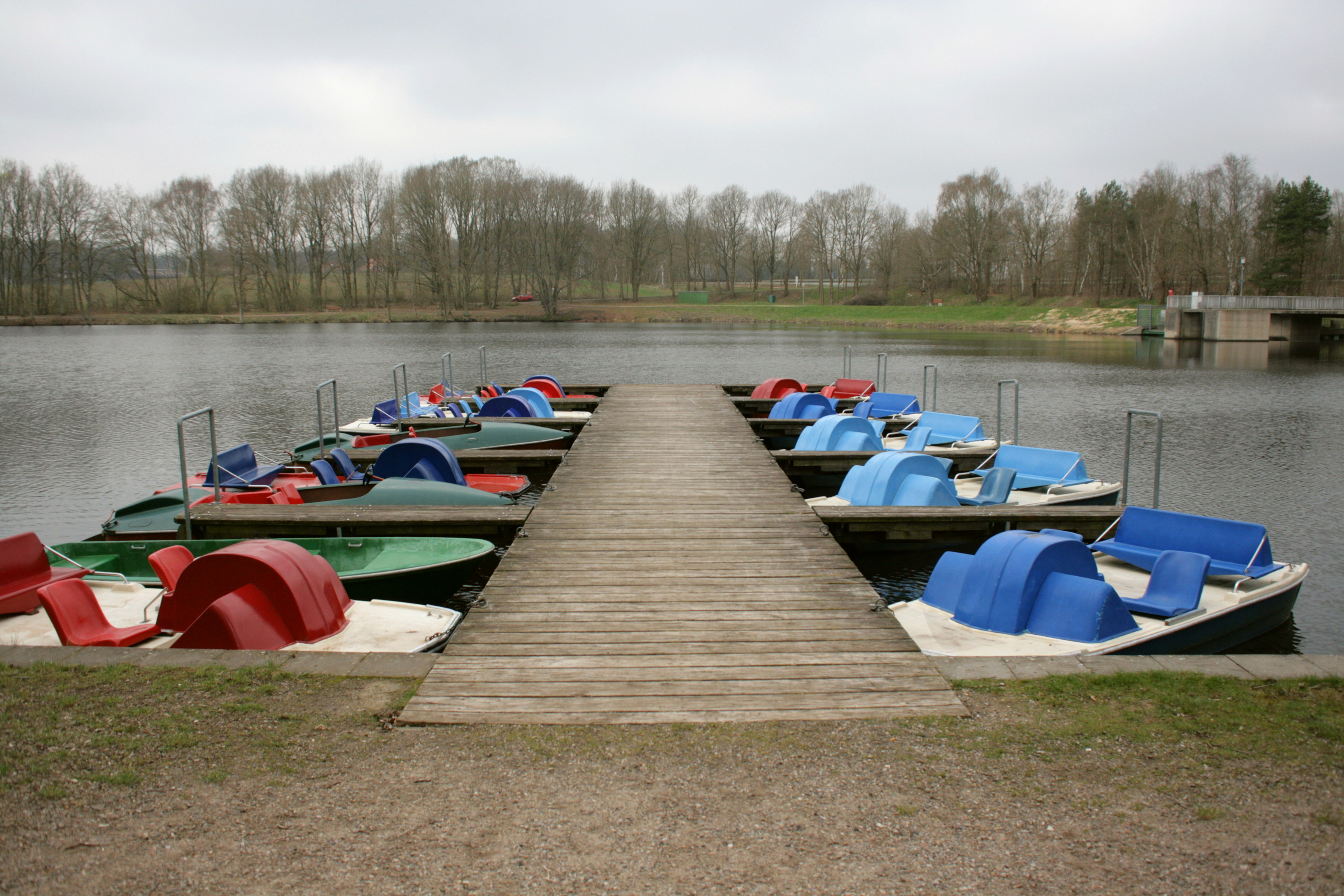
Alquiler de barcas en el Lago Lopau , febrero 2011